# Effectifs du tournoi masculin de rugby à sept aux Jeux olympiques d'été de 2016
Cette page contient la liste de toutes les équipes et leurs joueurs participant au tournoi masculin de rugby à sept aux Jeux olympiques d'été de 2016.

## Groupe A

### Argentine
Sélection :
- Santiago Alvarez
- Nicolás Bruzzone (en)
- Juan Pablo Estelles (en)
- Rodrigo Etchart (en)
- Bautista Ezcurra
- Juan Imhoff
- Fernando Luna (en)
- Matías Moroni
- Axel Müller
- Gastón Revol (en)
- Javier Rojas
- Franco Sábato (en)
- Germán Schulz (en)

Entraîneur principal : Santiago Gomez Cora

### Brésil
Sélection :
- Lucas Duque (en)
- André Silva (en)
- Arthur Bergo (en)
- Daniel Sancery (en)
- Felipe Sancery (en)
- Felipe Silva (en)
- Gustavo Albuquerque (en)
- Juliano Fiori (en)
- Laurent Bourda-Couhet (en)
- Martin Schaefer (en)
- Moisés Duque (en)
- Stefano Giantorno (en)

Entraîneur principal : Andrés Romagnoli

### États-Unis
Sélection :
- Perry Baker
- Danny Barrett
- Garrett Bender (en)
- Andrew Duratalo (en)
- Nate Ebner
- Madison Hughes
- Carlin Isles
- Folau Niua (en)
- Ben Pinkelman
- Zack Test
- Maka Unufe (en)
- Chris Wyles

Entraîneur principal : Mike Friday (en)

### Fidji
Sélection :
- Osea Kolinisau
- Apisai Domolailai
- Jasa Veremalua
- Josua Tuisova
- Kitione Taliga
- Leone Nakarawa
- Samisoni Viriviri
- Savenaca Rawaca
- Semi Kunatani
- Vatemo Ravouvou
- Viliame Mata
- Jerry Tuwai

Entraîneur principal : Ben Ryan

## Groupe B

### Afrique du Sud
Sélection :
- Kyle Brown
- Tim Agaba
- Philip Snyman
- Werner Kok
- Dylan Sage
- Kwagga Smith
- Rosko Specman
- Cheslin Kolbe
- Cecil Afrika
- Justin Geduld
- Juan de Jongh
- Seabelo Senatla

Entraîneur principal : Neil Powell (en)

### Australie
Sélection :
- Nick Malouf (en)
- Jesse Parahi (en)
- Henry Hutchison
- Lewis Holland (en)
- James Stannard
- Con Foley (en)
- Cameron Clark
- Pat McCutcheon (en)
- Ed Jenkins
- Allan Fa'alava'au (en)
- John Porch
- Tom Cusack (en)

Entraîneur principal : Andy Friend (en)

### Espagne
Sélection :
- Ignacio Martín (en)
- Matías Tudela (en)
- Iñaki Villanueva (en)
- Pablo Feijoo
- Ángel López (en)
- Marcos Poggi (en)
- César Sempere
- Igor Genua (en)
- Joan Losada (en)
- Pol Pla (en)
- Javier Carrión (en)

Entraîneur principal : José Ignacio Incháusti (en)

### France
Sélection :
- Jérémy Aicardi
- Steeve Barry
- Terry Bouhraoua
- Julien Candelon
- Damien Cler
- Manoël Dall'igna
- Vincent Inigo
- Pierre-Gilles Lakafia
- Jonathan Laugel
- Stephen Parez
- Virimi Vakatawa
- Sacha Valleau

Entraîneur principal : Frédéric Pomarel

## Groupe C

### Grande-Bretagne
Sélection :
- Mark Bennett
- Dan Bibby
- Phil Burgess
- Sam Cross
- James Davies
- Ollie Lindsay-Hague
- Ruaridh McConnochie
- Tom Mitchell
- Dan Norton
- Mark Robertson
- James Rodwell
- Marcus Watson

Entraîneur principal : Simon Amor

### Kenya
Sélection :
- Biko Adema (en)
- Willy Ambaka
- Andrew Amonde
- Oscar Ayodi (en)
- Collins Injera
- Humphrey Kayange
- Lugonzo Ligamy (en)
- Bush Mwale (en)
- Billy Odhiambo (en)
- Samuel Oliech (en)
- Dennis Ombachi (en)
- Oscar Ouma Achieng (en)

Entraîneur principal : Benjamin Ayimba (en)

### Japon
Sélection :
- Lomano Lemeki
- Lote Tuqiri (en)
- Yoshitaka Tokunaga (en)
- Yusaku Kuwazuru (en)
- Kameli Soejima (en)
- Masakatsu Hikosaka (en)
- Katsuyuki Sakai (en)
- Kazushi Hano (en)
- Shohei Toyoshima (en)
- Teruya Goto (en)
- Kenki Fukuoka
- Kazuhiro Goya (en)

Entraîneur principal : Tomohiro Segawa

### Nouvelle-Zélande
Sélection :
- Scott Curry
- Sam Dickson (en)
- DJ Forbes
- Akira Ioane
- Rieko Ioane
- Gillies Kaka (en)
- Tim Mikkelson
- Sione Molia (en)
- Augustine Pulu
- Teddy Stanaway
- Regan Ware (en)
- Joe Webber (en)
- Sonny Bill Williams

Entraîneur principal : Gordon Tietjens